# Rajon Waloschyn

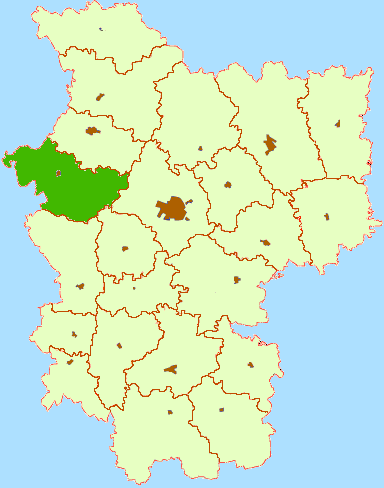
Rajon Waloschyn, Karte

Der Rajon Waloschyn (belarussisch Валожынскі раён, russisch Воложинский район) ist eine Verwaltungseinheit in der Minskaja Woblasz in Belarus mit dem administrativen Zentrum in der Stadt Waloschyn. Die Fläche des Rajons beträgt 1900 km².

## Geographie
Der Rajon Waloschyn liegt im Westen der Minskaja Woblasz und grenzt an die Hrodsenskaja Woblasz. Die Nachbarrajone in der Woblast Minsk sind im Norden Maladsetschna, im Osten Minsk, im Südosten Dsjarschynsk und im Süden Stoubzy.

## Geschichte
Der Rajon Waloschyn wurde am 15. Januar 1940 gebildet.